# Anti-Flag
Anti-Flag — американська панк-рок-гурт з Пітсбурга, Пенсільванія. До складу гурту входять вокаліст та гітарист Джастін Сейн (Justin Sane), барабанщик Пат Тетік (Pat Thetic), які заснували гурт; а також гітарист Кріс Гед (Chris Head) та вокаліст/бас-гітарист Кріс Баркер (Chris Barker).
Anti-Flag відомі своїми відверто лівими політичними поглядами. Лірика в багатьох піснях гурту направлена на антивоєнний протест, критику зовнішньої політики США, корпоративізму, розподілу доходів між бідними та багатими в США, а також на різні соціально-політичні настрої. Відомо, що Anti-Flag підтримує прогресивні політичні групи та рухи, такі як «Грінпіс» та «Міжнародна амністія». Недавно гурт зосередився на критиці рятівних заходів США по виходу з кризи, які були направлені на те, щоб пустити великі грошові потоки безпосередньо на порятунок національних банків.

## Історія
Гурт сформувався в 1988 році в Пітсбурзі. Перший склад: Джастін Сейн (Justin Sane), Пат Тетік (Pat Thetic), Люсі Фестер (Lucy Fester). Гурт проіснував недовго, до 1989 року, з постійною зміною учасників, та встигла дати лише один концерт, після чого настала перерва.
В 1993 році Джастін Сейн і Пат Тетік зібрали новий склад гурту. В 1996 році вийшов дебютний альбом Die for the Government. Літом того ж року через творчі розбіжності гурту покинув басист Енді Райт (Andy Wright). Після декількох перестановок в складі, в 1999 році Anti-Flag отримав свій класичний склад: Джастін, Пат і два Кріси — Баркер (Chris Barker) та Гед (Chris Head).
В 1999 році вийшов другий альбом — A New Kind of Army. В текстах зачіпались проблеми расизму, корупції, поліційного беззаконня та інші гостро соціальні теми. Молодий гурт помітили Rage Against The Machine, та запропонували зіграти разом декілька концертів.
У 2000 році гурт запрошують взяти участь в Vans Warped Tour. Під час туру хлопці знайомляться з Майком (Fat Mike) з гурту noFX, який є власником рекорд-лейблу Fat Wreck Chords, та декілька наступних альбомів виходять на ньому. Крім того, Anti-Flag створює свій власний лейбл A-F Records, де в різний час записувались такі панк-колективи, як The Code, Much the Same, The Vacancy, The Unseen, Modey Lemon та інші.
У 2001 році Anti-Flag випускає альбом Underground Network. Продюсер альбому — відома людина у світі панк-року Масс Джорджіні (Mass Giorgini). Крім вже звичних «наїздів» на неонацистів, в альбомі присутня критика зовнішньої політики Сполучених Штатів.
У 2002 році на власному лейблі гурту A-F Records виходить альбом Mobilize, який містить як студійні, так і концертні записи. Роком пізніше гурт випускає черговий альбом — The Terror State.Основний зміст текстів — жорстка критика політики адміністрації Джорджа Буша. Тоді ж ряд музичних мереж відмовляється поширювати альбоми гурту, звинувачуючи її в антиамериканізмі та непатріотичності.
Всі учасники гурту є або веганами, або вегетаріанцями. А також є противниками куріння, алкоголю та наркотиків, але при цьому виступають за легалізацію марихуани.
8 листопада 2004 року, член Палати Представників Джим Макдермотт (Jim McDermott) у своїй промові похвалив Anti-Flag за їх заклики до молодих брати участь у політичних виборах.
У листопаді 2010-го року Кріс #2 та Кріс Гед організували гурт White Wives.
29 липня 2011 року гурт виступав на фестивалі Kubana-2011 в селищі Веселовка на чорноморському узбережжі.
20 березня 2012 року на лейблі SideOneDummy вийшов дев'ятий студійний альбом «The General Strike». Тур на підтримку альбому мав пройти по північному сходу США.

## Концерти в Україні
Anti-Flag виступили в Україні на фестивалі «Захід», що проходив в с. Родатичі (Львівська область), 10 серпня 2014.

## Учасники
Поточний склад
- Джастін Сейн (Justin Sane) — ведучий вокал, ведуча гітара (1988—1989, 1992–present)
- Кріс Баркер (Chris Barker) — бас-гітара, ведучий вокал, бек-вокал (1999–present)
- Кріс Гед (Chris Head) — ритмічна-гітара, бек-вокал (1997–present)
- Пат Тетік (Pat Thetic) — ударні, перкусія (1988—1989, 1992–present)

Колишні учасники
- Люсі Фестер (Lucy Fester) — бас-гітара (1988—1989)
- Енді Райт (Andy «Flag», Andy Wright) — бас-гітара, бек-вокал (1993—1996)
- Джеймі Кок (Jamie Cock) — бас-гітара (1997—1999)

Сесійні учасники
- Brian Curran (1997)
- Sean Whealen (1998)

Схема
Не вдається зібрати вхід EasyTimeline:

Timeline generation failed: 8 errors found

Line 6: TimeAxis = orientation: horizontal format: yyyy

- TimeAxis definition incomplete. No value specified for attribute 'orientation'.

Line 7: Legend = orientation: vertical position: bottom columns:4

- TimeAxis definition incomplete. No value specified for attribute 'horizontal'.

Line 8: ScaleMajor = increment:2 start:1988

- TimeAxis definition incomplete. No value specified for attribute 'format'.

Line 9: ScaleMinor = increment:1 start:1989

- TimeAxis definition incomplete. No value specified for attribute 'yyyy'.

Line 19: BackgroundColors = bars: bars

- BackgroundColors definition incomplete. No value specified for attribute 'bars'.

Line 20: LineData =

- BackgroundColors definition incomplete. No value specified for attribute 'bars'.

Line 21:  layer:back

- New command expected instead of data line (= line starting with spaces). Data line(s) ignored.

```
 

```

Line 41: PlotData=

- PlotData invalid. No (valid) command 'TimeAxis' specified in previous lines.

## Дискографія

### Студійні альбоми
- Die for the Government (1996)
- A New Kind of Army (1999)
- Underground Network (2001)
- The Terror State (2003)
- For Blood and Empire (2006)
- The Bright Lights of America (2008)
- The People or the Gun (2009)
- The General Strike (2012)
- American Spring (2015)
- American Fall (2017)

### Міні-альбоми
- 1995 — Kill Kill Kill (Ripe Records)
- 2003 — Live at Fireside Bowl (Liberation Records)
- 2007 — A Benefit for Victims of Violent Crime (RCA Records)

### Компіляція
- 1998 — Their System Doesn't Work for You
- 2002 — Mobilize
- 2011 — Complete Control Session

### DVD
- 2004 — Death of a Nation (A-F Records)

### Відеокліпи
- 2003 — «Turncoat» (The Terror State)
- 2004 — «Death of a Nation» (The Terror State)
- 2004 — «Post-War Breakout» (The Terror State)
- 2004 — «Protest Song»
- 2006 — «The Press Corpse» (For Blood and Empire)
- 2006 — «1 Trillion Dollar$» (For Blood and Empire)
- 2006 — «This Is the End (for You My Friend)» (For Blood and Empire)
- 2006 — «War Sucks, Let's Party» (For Blood and Empire)
- 2007 — «911 for Peace (live)» (A Benefit for Victims of Violent Crime)
- 2008 — «The Bright Lights Of America» (The Bright Lights Of America)
- 2009 — «When all the lights go out» (The People Or The Gun)
- 2010 — «The Economy Is Suffering… Let It Die» (The People Or The Gun)
- 2012 — «This is the new sound» (The General Strike)
- 2013 — «Broken Bones» (The General Strike)

## Цікаві факти
- Учасники гурту не оголошують свій вік публічно, а особливо Chris #2. На офіційному форумі в його профілі постійно зазначається, що йому 19 років. Це давній жарт гурту.[7]
- Учасники гурту жартівливо називають Кріса Геда — «Gimmie».[8]
- Дефіз між словами «Anti» та «Flag», за зізнанням Джастіна, був поставлений через неграмотність у питанні використання дефіса.[8]
- Кріс Гед спочатку грав на бас-гітарі.[8]
- У 2012 році Anti-Flag записали кавер на «панк-молебень», проведений гуртом Pussy Riot у Храмі Христа Спасителя. Композиція [Архівовано 29 вересня 2013 у Wayback Machine.] називається «Діво Маріє, ізбав нас від Путіна» («Virgin Mary, redeem us of Putin»)
- У червні 2011 року вийшов «Russian tribute to Anti-flag». В записі узяли участь: Чокнутий Пропелер (Петрозаводск), Antreib (Москва), Болт69 (Твер), Diagens (Москва) та інші. Тираж 500 екземплярів.